# Немировський Андрій Валентинович
Андрій Валентинович Немировський (нар. 23 вересня 1983, Херсон) — народний депутат України VIII скликання. З 12 квітня 2016 року був у фракції Блок Порошенка. 2020 - 2022 року . Займав посаду позаштатного радника голови Державної Екологічної Інспекції. 22.02.2022 - по теперішній час служба в ЗСУ.
Одружений має трьох дітей.

## Освіта
- 1991 року вступив до першого класу Новокалузької ЗОШ I—II ступенів.

- 1999 році закінчив 9 класів  Новокалузької ЗОШ I—II ступенів

- 1999 р. вступив до 10 класу Зеленодольскої ЗОШ № 1 I—III ступенів.

- 2001 р. закінчив 11 класів Зеленодольскої ЗОШ № 1 I—III ступенів.

- 2007 р. закінчив Український державний хіміко-технологічний університет, отримав диплом спеціаліста за спеціальністю «Екологія та охорона навколишнього середовища».

- 2019 р. Закінчив Національну академію державного управління при Президентові України, отримав диплом магістра за спеціальністю «Публічне управління та адміністрування».

## Кар'єра
- 2007–2011 — Tez-Tour, офіс у Анталії, Туреччина. Менеджер з набору та підготовки персоналу, менеджер міжнародної організації.
- 2008–2011 – спеціаліст ДОГО «Фонд становлення та розвитку демократії».
- 2014–2015 – експерт з мототранспорту ПП «Мостова».
- 2015 - 2019 - Народний Депутат України.
- 2016 - 2019 - Голова підкомітету з питань запобігання і протидії корупції у сфері екології та охорони навколишнього природного середовища Комітету Верховної Ради України з питань запобігання і протидії корупції.
  - Співголова групи з міжпарламентських зв'язків з Республікою Нігерія
  - Секретар групи з міжпарламентських зв'язків з Федеративною Демократичною Республікою Ефіопія
  - Член групи з міжпарламентських зв'язків з Королівством Бельгія
  - Член групи з міжпарламентських зв’язків з Республікою Македонія
  - Член групи з міжпарламентських зв’язків з Турецькою Республікою
  - Член групи з міжпарламентських зв’язків з Об’єднаними Арабськими Еміратами
  - Член групи з міжпарламентських зв’язків з Канадою
  - Член групи з міжпарламентських зв’язків з Сполученими Штатами Америки
- 22.02.2022 - по теперішній час служба в ЗСУ.

## Громадсько-політична діяльність
- 15.03.2005 — 30.08.2008 — партія Батьківщина. Організатор молодіжних та громадських заходів. Керівник Жовтневої районної, заступник міської, заступник обласної, голова з Червоногвардійського районного осередку громадської організації «Батьківщина Молода»

- 02.02.2010 — 31.11.2012 — Верховна Рада України. Помічник-консультант народного депутата України.

- Активний учасник Дніпровського Майдану. Керував громадським об'єднанням «Чорний Комітет» у Дніпропетровській області, який діяв до і під час Революції Гідності. Координував діяльність у протидії сепаратизму в регіоні та визволенні полонених.[4][5] З 19 травня 2015 року — нардеп України від партії Самопоміч.[6]

- У вересні 2015 року вніс законопроєкти «Про азартні ігри» та «Про регулювання проституції та діяльності секс-закладів», чим привернув увагу суспільства до проблем в Україні, які підпорядковані криміналітету. Запропоновані механізми легалізації у Законах мають за мету не тільки наповнення бюджету, але й стандарти діяльності, які мають стати основою суспільства, де держава та громадянин співпрацюють як рівноправні партнери.[7]

- Поєднує депутатську роботу з активною волонтерською діяльністю.[8]

- 27 липня 2015 року вніс законопроєкт, «про деякі заходи, спрямовані на недопущення втрати ефективного контролю над частиною території України та перебування представників збройних сил інших держав на території України у порядку, що суперечить Конституції».

- 1 червня 2015 подає законопроєкт про визнання таким, що втратив чинність, Закон України «Про судовий збір», щоб кожна людина мала рівні можливості у доступі до правосуддя.

- Займає активну позицію щодо захисту екології та навколишнього середовища у Дніпропетровській області[9] та Україні і світі в цілому.

- 20 жовтня 2017 Немировський разом з групую народних депутатів зареєстрував в парламенті законопроєкт «Про внесення змін до деяких законодавчих актів України (щодо запровадження обліку домашніх та безпритульних тварин)», який викликав неоднозначну реакцію зі сторони деяких [10][11][12].
- Виходячи з даних аналітиків ІА «Слово і діло» за час перебування Андрій Немирівський на посаді народного депутата VIII скликання ВРУ, зміг виконати 56 % своїх обіцянок .
- З 2018 року Андрій Немировський як політичний та громадський діяч є Президентом громадської організації «УКРАЇНА – ВЕЛИКА НАЦІЯ».
- Також Немировський А.В. являється почесним членом «MIĘDZYNARODOWY FUNDUSZ WSPIERANIA UKRAINY»  (МІЖНАРОДНИЙ ФОНД ПІДТРИМКИ УКРАЇНИ), Варшава, Польща.  Та  дійсним членом правління Міжнародного співтовариства правозахисних організацій “INTERNATIONAL HUMAN RIGHTS COMMUNITY”
- За час своєї діяльності у якості Народного депутата України Немировський А.В. також уділяв багато уваги питанню врегулювання військового конфлікту на сході України.  Так 27 липня 2015 року Немировським внесено до Верховної Ради законопроєкт, «про деякі заходи, спрямовані на недопущення втрати ефективного контролю над частиною території України та перебування представників збройних сил інших держав на території України у порядку, що суперечить Конституції».
- З 2018 року - як політичний та громадянський діяч Немировський А.В. продовжує міжнародну співпрацю щодо врегулювання збройного конфлікту на сході України  Встановлені тісні контакти з групою Вільних демократів в Бундестазі щодо співпраці з реалізації програм з врегулювання збройного конфлікту на сході України через застосування законодавчих ініціатив Немировського та стратегії групи Вільних демократів в Бундестазі "Мир в Україні потребує нового імпульсу" щодо правового статусу Донбасу та реформування політичних процесів в Україні.
- Автор Стратегії з питання визнання «ДНР» та «ЛНР» терористичними організаціями. Автор нової концепції з застосуванням норм "Міжнародного Гуманітарного Права" з визнання статусу "збройних недержавних суб'єктів (Armed Non-State Actors (ANSAs) які називають себе "ДНР та ЛНР" терористичними організаціями.
- Не залишалися поза увагою Немировського А.В. питання пенсійного забезпечення осіб, звільнених з військової служби де він був ініціатором законопроєктів №8613, №8614, №10324
- Також Немировський працював над законопроєктом з введення в Україні інституту військового омбудсмена, для забезпечення парламентського контролю за додержанням конституційних прав і свобод діючих військовослужбовців Збройних Сил України, військовослужбовців Збройних Сил України звільнених у запас, учасників бойових дій, військових інвалідів, військових пенсіонерів, співробітників Служби безпеки України, Державної прикордонної служби України, Національної гвардії України, Державної служби з надзвичайних ситуацій і співробітників Міністерства внутрішніх справ щодо забезпечення соціального захисту військовослужбовців та членів їхніх сімей й дотримання прав цивільного населення, яке перебуває на території проведення воєнних операцій на постійній основі.
- З 2019 року продовжує роботу зі створення в Україні інституту військового омбудсмена як політичний та громадянський діяч у співпраці з військовим комісаром німецького Бундестагу Dr. Hans-Peter Bartels (Wehrbeauftragten des Deutschen Bundestages) https://www.bundestag.de/wb_datenschutz, з Женевським центром управління сектором безпеки (DCAF) https://www.dcaf.ch, з офісом НАТО https://www.nato.int, а також з військовими експертами з різних країн світу.  Також у сфері діяльності політичного та громадського діяча Немировського є робота з соціально-економічної та медично-психологічної реабілітації військових у програмі «ВІД ВІЙНИ ДО МИРУ» та сприяння створенню реабілітаційних центрів в Україні.
- У 2017 році Немировським А.В. як народним депутатом України було підтримано започаткування «Проєкту в області гуманітарного розмінування в Україні та розвитку національного потенціалу і можливостей Державної служби України з надзвичайних ситуацій» в області гуманітарного розмінування в Україні.  Так у 2018 році, при підтримці Немировського А.В. та за участю міжнародних партнерів та представників Національного координатора програм та проєктів з гуманітарного розмінування в Україні, «International Human Rights Community» була проведена "Міжнародна оціночна місія" на Донбасі для оцінки поточного потенціалу ДСНС з гуманітарного розмінування.  У 2018 році до спільної діяльності з ДСНС в області гуманітарного розмінування були залучені ізраїльські компанії  які представили новітні технології розмінування, що можуть бути застосовані в Україні, для проведення масштабних робіт з гуманітарного розмінування на Донбасі із застосуванням технологій DIGGER-250 з механічного розмінування які надає для України на гуманітарній основі "Digger Foundation", Швейцарія.  За підсумками цієї роботи за участю представників ДСНС та міжнародних партнерів були підготовлені пропозиції першочергових дій, в тому числі з фінансування, для проєкту у сфері гуманітарного розмінування в Україні та розвитку Системи гуманітарного розмінування ДСНС, які були підписані у м. Києві   22 березня 2018 року . Цей проєкт був презентований в офісах НАТО, ОБСЕ, Deutsche Gesellschaft für Internationale Zusammenarbeit (GIZ) GmbH, де отримав високу оцінку.
- Законотворча діяльність: http://w1.c1.rada.gov.ua/pls/pt2/reports.dep2?PERSON=19058&SKL=9
- Патенти:
- - СПОСІБ ФРАКЦІЙНОЇ ПЕРЕРОБКИ ЗОЛОШЛАКОВИХ ВІДХОДІВ ТЕПЛОВИХ ЕЛЕКТРОСТАНЦІЙ
- - СПОСІБ ОДЕРЖАННЯ ОКСАЛАТУ ЗАЛІЗА З ВІДХОДІВ ЗБАГАЧЕННЯ ЗАЛІЗНОЇ РУДИ
- - СПОСІБ ОДЕРЖАННЯ ВТОРИННОГО ВУГІЛЛЯ ІЗ ЗОЛО- ШЛАКОВИХ ВІДХОДІВ

## Відзнаки та нагороди
- 07.12.15 — пам'ятний нагрудний знак «За вагомий внесок у матеріально-технічне забезпечення в/ч» УВР ЗСУ.
- 14.04.16 — медаль «Захиснику Дніпропетровська від сепаратизму» Штабу Національного Захисту Дніпропетровської області.
- 14.05.16 — медаль «За служіння Богу і Україні» УПЦ КП.
- 25.07.22 - За вірність Українському народові і військовій присязі, особисту мужність і самовідданість, проявлені під час захисту державного суверенітету, територіальної цілісності України в умовах воєнного стану та виявлений при цьому високий професіоналізм - нагородити почесним нагрудним знаком «За досягнення у військовій службі" II ступеня . Наказ Головнокомандувача ЗСУ
- 02.08.22 - За мужність і героїзм, виявлені у захисті державного суверенітету та територіальної цілісності України, вірність Українському народові військовій присязі, незламність духу, зразкове виконання військового (службового) обов'язку та високий професіоналізм. проявлений в умовах збройної агресії російської федерації проти України нагороджено Нагрудним знаком 'За зразкову службу', Наказ Міністра оборони України
- 04.08.22 - За вірність Військовій присязі, сумлінність в виконанні функціональних обов'язків в ході виконання завдань по захисту Батьківщини, відсічі збройної агресії російської федерації та з нагоди відзначення Дня Військ зв'язку та кібербезпеки Збройних Сил України - нагородити грамотою командувача ОТУ 'Примор'я'
- 21.08.22 - нагороджено 'ЗА ОБОРОНУ РІДНОЇ ДЕРЖАВИ' Наказ командира частини.
- 11.11.22 - На відмінно закінчив підготовку командування штабів батальйонів в Міжнародному центрі миротворчості та безпеки.
- 16.12.22 - За високий професіоналізм проявлений під час виконання службових обов'язків, зразкову військову дисципліну, старанність, наполегливість при виконанні поставлених завдань та з нагоди Дня Збройних Сил України нагородити грамотою командувача ОТУ 'Північ'
- 01.02.23 - Нагороджено медаллю 'ЗА ЗАСЛУГИ' від КБР
- 08.08.23 - За непохитну вірність військовій присязі, мужність та героїзм, проявлені під час захисту суверенітету і територіальної цілісності Батьківщини. нагородити грамотою командира бригади
- 22.09.23. - Отримано посвідчення УБД.